# North Star (Delaware)
North Star is een plaats (census-designated place) in de Amerikaanse staat Delaware, en valt bestuurlijk gezien onder New Castle County.

## Demografie
Bij de volkstelling in 2000 werd het aantal inwoners vastgesteld op 8277.

## Geografie
Volgens het United States Census Bureau beslaat de plaats een oppervlakte van
17,7 km², geheel bestaande uit land.

## Plaatsen in de nabije omgeving
De onderstaande figuur toont nabijgelegen plaatsen in een straal van 16 km rond North Star.